# Iglesia fortificada de San Pedro Apóstol (Tolocirio)
La iglesia fortificada de San Pedro Apóstol es un templo de culto católico ubicado en la localidad de Tolocirio, en la provincia de Segovia, comunidad autónoma de Castilla y León (España).
Es de estilo románico-mudéjar del siglo XI, se halla emplazada en un promontorio, por lo que el templo se construyó sobre una base de sillares de granito. La traza es simple: planta basilical con ábside de ladrillo y mampostería, típico de la arquitectura de la zona. El campanario con espadaña fue remodelado en los años 1950, tal como manifiesta la inscripción realizada en la misma con numeración romana. Aunque actualmente mira hacia el vecino pueblo de Montejo de Arévalo, antes de la obra miraba hacia el sur. 
El acceso al campanario se realiza por una torreta adosada al edificio principal y se sube por una escalera de caracol. En todo el ábside se pueden ver pequeñas ventanas denominadas saeteras, lo que supone que el edificio no solo se empleaba para actividades religiosas sino también con fines militares de protección. 
La puerta principal se halla cubierta, pero aún se puede ver un arco apuntado realizado en ladrillo. En el interior del templo destaca su retablo barroco con una talla central dedicada a San Pedro. Así mismo hay otras tallas en las paredes dedicadas a San Blas, patrón del pueblo, Nuestra Señora del Rosario, su patrona, San Isidro Labrador, la Inmaculada Concepción, y una bella talla de la Dolorosa.